# 地蔵院 (胎蔵曼荼羅)

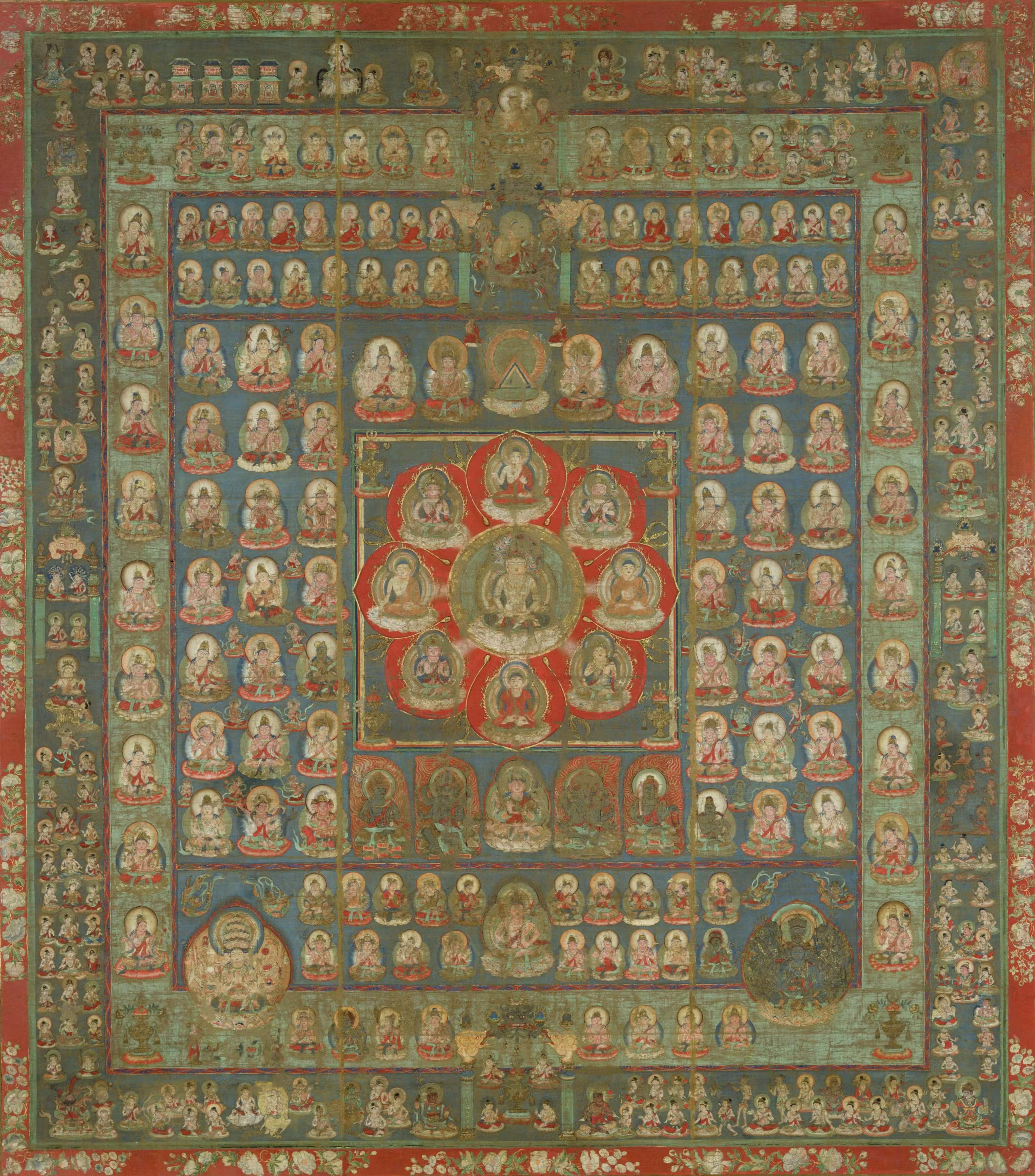
胎蔵曼荼羅

地蔵院（じぞういん）は両界曼荼羅の一つ胎蔵曼荼羅の左部（蓮華部院の左）に位置する院（区画）。
人々のすぐ近くで善に導く地蔵菩薩の院。ゆるぎない菩提心が魔の誘惑に堪え、無量の善を貯えて、人々の日常的な苦しみをのぞき楽を与える。
地蔵菩薩を主尊とする、9つの菩薩によって構成される。
| 除一切憂冥菩薩 じょいっさいうみょうぼさつ |
| 不空見菩薩 ふくうけんぼさつ               |
| 宝印手菩薩 ほういんしゅぼさつ             |
| 宝光菩薩 ほうこうぼさつ                   |
| 地蔵菩薩 じぞうぼさつ                     |
| 宝手菩薩 ほうしゅぼさつ                   |
| 持地菩薩 じじぼさつ                       |
| 堅固深心菩薩 けんごじんしんぼさつ         |
| 除蓋障菩薩 じょがいしょうぼさつ           |